# Milán-San Remo 2024
La 115.ª edición de la clásica ciclista Milán-San Remo fue una carrera de ciclismo en ruta en Italia que se celebró el 16 de marzo de 2024 con inicio en la localidad de Pavía y final en la ciudad de San Remo sobre un recorrido de 288 kilómetros.
La carrera formó parte del UCI WorldTour 2024, siendo la octava competición del calendario de máxima categoría mundial y el primero de los cinco monumentos del ciclismo de la temporada. El vencedor fue el belga Jasper Philipsen del Alpecin-Deceuninck, quien estuvo acompañado en el podio por el australiano Michael Matthews del Jayco AlUla y el esloveno Tadej Pogačar del UAE Emirates, segundo y tercer clasificado respectivamente.

## Equipos participantes
Tomaron parte en la carrera 25 equipos: los 18 UCI WorldTeam y 7 equipos UCI ProTeam. Formaron así un pelotón de 175 ciclistas de los que acabaron 164. Los equipos participantes fueron:
| WorldTeams (18)- Alpecin-Deceuninck - Arkéa-B&B Hotels - Astana Qazaqstan Team - Bahrain Victorious - Bora-Hansgrohe - Cofidis - Decathlon-AG2R La Mondiale - EF Education-EasyPost - Groupama-FDJ - Ineos Grenadiers - Intermarché-Wanty - Lidl-Trek - Movistar Team - Soudal Quick-Step - Team dsm-firmenich PostNL - Team Jayco AlUla - Team Visma \| Lease a Bike - UAE Team Emirates ProTeams (7)- Israel-Premier Tech - Lotto Dstny - Corratec-Vini Fantini - Polti Kometa - Tudor Pro Cycling Team - Uno-X Mobility - VF Group-Bardiani CSF-Faizané |
| |

## Clasificación final
- La clasificación finalizó de la siguiente forma:[4]

| \| Clasificación general \| Clasificación general \| Clasificación general \| Clasificación general \| Clasificación general \| \| Ciclista \| Ciclista \| Equipo \| Tiempo \| \| \| --------------------- \| --------------------- \| -------------------------- \| --------------------- \| --------------------- \| \| 1.º \| Jasper Philipsen \| Alpecin-Deceuninck \| 6 h 14 min 44 s \| \| \| 2.º \| Michael Matthews \| Team Jayco AlUla \| + 0 s \| \| \| 3.º \| Tadej Pogačar \| UAE Team Emirates \| + 0 s \| \| \| 4.º \| Mads Pedersen \| Lidl-Trek \| + 0 s \| \| \| 5.º \| Alberto Bettiol \| EF Education-EasyPost \| + 0 s \| \| \| 6.º \| Matej Mohorič \| Bahrain Victorious \| + 0 s \| \| \| 7.º \| Maxim Van Gils \| Lotto Dstny \| + 0 s \| \| \| 8.º \| Jasper Stuyven \| Lidl-Trek \| + 0 s \| \| \| 9.º \| Julian Alaphilippe \| Soudal Quick-Step \| + 0 s \| \| \| 10.º \| Mathieu van der Poel \| Alpecin-Deceuninck \| + 0 s \| \| \| 11.º \| Thomas Pidcock \| Ineos Grenadiers \| + 0 s \| \| \| 12.º \| Matteo Sobrero \| Bora-Hansgrohe \| + 0 s \| \| \| 13.º \| Casper Pedersen \| Soudal Quick-Step \| + 35 s \| \| \| 14.º \| Olav Kooij \| Team Visma \\| Lease a Bike \| + 35 s \| \| \| 15.º \| Laurence Pithie \| Groupama-FDJ \| + 35 s \| \| \| 16.º \| Kasper Asgreen \| Soudal Quick-Step \| + 35 s \| \| \| 17.º \| Corbin Strong \| Israel-Premier Tech \| + 35 s \| \| \| 18.º \| Simon Clarke \| Israel-Premier Tech \| + 35 s \| \| \| 19.º \| Quentin Pacher \| Groupama-FDJ \| + 35 s \| \| \| 20.º \| Benoît Cosnefroy \| Decathlon-AG2R La Mondiale \| + 35 s \| \| |                      |                            |                 |
| |                      |                            |                 |
| Fuente: ProCyclingStats |                      |                            |                 |
| Clasificación general |                      |                            |                 |
| Ciclista | Ciclista             | Equipo                     | Tiempo          |
| 1.º | Jasper Philipsen     | Alpecin-Deceuninck         | 6 h 14 min 44 s |
| 2.º | Michael Matthews     | Team Jayco AlUla           | + 0 s           |
| 3.º | Tadej Pogačar        | UAE Team Emirates          | + 0 s           |
| 4.º | Mads Pedersen        | Lidl-Trek                  | + 0 s           |
| 5.º | Alberto Bettiol      | EF Education-EasyPost      | + 0 s           |
| 6.º | Matej Mohorič        | Bahrain Victorious         | + 0 s           |
| 7.º | Maxim Van Gils       | Lotto Dstny                | + 0 s           |
| 8.º | Jasper Stuyven       | Lidl-Trek                  | + 0 s           |
| 9.º | Julian Alaphilippe   | Soudal Quick-Step          | + 0 s           |
| 10.º | Mathieu van der Poel | Alpecin-Deceuninck         | + 0 s           |
| 11.º | Thomas Pidcock       | Ineos Grenadiers           | + 0 s           |
| 12.º | Matteo Sobrero       | Bora-Hansgrohe             | + 0 s           |
| 13.º | Casper Pedersen      | Soudal Quick-Step          | + 35 s          |
| 14.º | Olav Kooij           | Team Visma \| Lease a Bike | + 35 s          |
| 15.º | Laurence Pithie      | Groupama-FDJ               | + 35 s          |
| 16.º | Kasper Asgreen       | Soudal Quick-Step          | + 35 s          |
| 17.º | Corbin Strong        | Israel-Premier Tech        | + 35 s          |
| 18.º | Simon Clarke         | Israel-Premier Tech        | + 35 s          |
| 19.º | Quentin Pacher       | Groupama-FDJ               | + 35 s          |
| 20.º | Benoît Cosnefroy     | Decathlon-AG2R La Mondiale | + 35 s          |

## Ciclistas participantes y posiciones finales
Convenciones:
- AB: Abandono
- FLT: Retiro por llegada fuera del límite de tiempo
- NTS: No tomó la salida
- DES: Descalificado o expulsado

## UCI World Ranking
La Milán-San Remo otorgó puntos para el UCI World Ranking para corredores de los equipos en las categorías UCI WorldTeam, UCI ProTeam y Continental. Las siguientes tablas son el baremo de puntuación y los diez corredores que obtuvieron más puntos:
| Posición   | 1.º | 2.º | 3.º | 4.º | 5.º | 6.º | 7.º | 8.º | 9.º | 10.º | 11.º | 12.º | 13.º | 14.º | 15.º | 16.º-20.º | 21.º-30.º | 31.º-50.º | 51.º-55.º | 56.º-60.º |
| Puntuación | 800 | 640 | 520 | 440 | 360 | 280 | 240 | 200 | 160 | 135  | 110  | 95   | 85   | 65   | 55   | 50        | 30        | 15        | 10        | 5         |

| Clasificación |                      |                       |        |
| Posición      | Ciclista             | Equipo                | Puntos |
| ------------- | -------------------- | --------------------- | ------ |
| 1.º           | Jasper Philipsen     | Alpecin-Deceuninck    | 800    |
| 2.º           | Michael Matthews     | Jayco AlUla           | 640    |
| 3.º           | Tadej Pogačar        | UAE Emirates          | 520    |
| 4.º           | Mads Pedersen        | Lidl-Trek             | 440    |
| 5.º           | Alberto Bettiol      | EF Education-EasyPost | 360    |
| 6.º           | Matej Mohorič        | Bahrain Victorious    | 280    |
| 7.º           | Maxim Van Gils       | Lotto Dstny           | 240    |
| 8.º           | Jasper Stuyven       | Lidl-Trek             | 200    |
| 9.º           | Julian Alaphilippe   | Soudal Quick-Step     | 160    |
| 10.º          | Mathieu van der Poel | Alpecin-Deceuninck    | 135    |